# Park Young-dae
Park Young-dae (hangul: 박영대), född den 9 juni 1964, är en sydkoreansk handbollsspelare.
Han tog OS-silver i herrarnas turnering i samband med de olympiska handbollstävlingarna 1988 i Seoul.